# Судановка
Судановка (укр. Суданівка) — село,
Мопровский сельский совет,
Солонянский район,
Днепропетровская область,
Украина.
Код КОАТУУ — 1225083806. Население по переписи 2001 года составляло 242 человека .

## Географическое положение
Село Судановка находится в 1,5 км от левого берега реки Тритузная,
выше по течению примыкает село Богатое.
По селу протекает пересыхающий ручей с запрудой.